# Pylaisia latifolia
Pylaisia latifolia là một loài Rêu trong họ Hypnaceae. Loài này được Dixon mô tả khoa học đầu tiên năm 1934.